# Taulant Xhaka
Pour les articles homonymes, voir Xhaka.
Taulant Xhaka, né le 28 mars 1991 à Bâle en Suisse, est un footballeur international albanais qui évolue au poste de milieu de terrain au FC Bâle. 
Il est le frère aîné du footballeur international suisse Granit Xhaka et le grand cousin de Adem Saiti Xhaka qui est boxeur amateur en 11-1

## Biographie

### Jeunesse
Taulant Xhaka est né le 28 mars 1991 à Bâle, dans une famille qui a émigré du Kosovo en Suisse en 1990, après que son père, Ragip, condamné pour avoir participé à une manifestation contre le pouvoir central communiste, a été libéré de prison. Son frère Granit, également footballeur, naît un an plus tard également à Bâle. 

### Carrière en club
Après avoir commencé au FC Concordia Bâle, Taulant Xhaka intègre les juniors du FC Bâle en 2003. Il joue son premier match avec la première équipe le 19 septembre 2010 en Coupe de Suisse, contre le FC Mendrisio-Stabio. Champion de Suisse 2011 avec Bâle, il est prêté au Grasshopper Club Zurich pour la saison 2012-2013.

### Carrière en équipe nationale
Avec l'équipe de Suisse des moins de 17 ans, il participe au championnat d'Europe des moins de 17 ans en 2008. Lors de cette compétition, il joue trois matchs, avec pour résultats une victoire et deux défaites. Après avoir évolué avec toutes les sélections suisses jusqu'aux moins de 21 ans, Taulant Xhaka annonce en 2013 qu'il souhaite jouer pour l'équipe d'Albanie. 
Il joue pour la première fois en équipe nationale A le 7 septembre 2014 ; l'Albanie bat le Portugal sur le score de 0-1 dans le cadre des éliminatoires de l'Euro 2016.
Il participe avec l'équipe d'Albanie à la phase finale de l'Euro 2016 organisée en France. Lors de cette compétition, il joue deux matchs, contre la Suisse, nation dans laquelle joue son frère Granit Xhaka, (défaite 0-1) et la France (défaite 0-2). Il inscrit son premier but avec l'Albanie le 7 septembre 2018, contre Israël, lors de la Ligue des nations de l'UEFA 2018-2019.

## Palmarès
- Champion de Suisse en 2011, 2012, 2014, 2015, 2016 et 2017 avec le FC Bâle
- Vice-champion de Suisse en 2013 avec le Grasshopper ; en 2018 et 2019 avec le FC Bâle
- Vainqueur de la Coupe de Suisse en 2017 et 2019 avec le FC Bâle
- Finaliste de la Coupe de Suisse en 2015 avec le FC Bâle